# Gilbert Dobbs
Gilbert S. Dobbs (Richmond, 6 dicembre 1867 – Carrollton, Georgia, 14 febbraio 1941) è stato un compositore di scacchi statunitense.
Figlio del pastore battista Charles Edwin Willoughby Dobbs, studiò al Franklin College di Franklin (Indiana) e al Bethel College di Russellville, dove ottenne un M.A. nel 1888. Volendo diventare anch'egli un pastore battista, studiò al Southern Baptist Theological Seminary di Louisville, dove fu ordinato pastore nel 1890. Esercitò il suo ministero in varie città degli Stati Uniti: Bloomington, Brownsville, Memphis, New Orleans e finalmente a Carrolton in Georgia.
Compose problemi in due e tre mosse, generalmente con posizioni esteticamente attraenti e chiavi difficili.
Ha dato il nome a un tema del due mosse: « Due difese nere schiodano a turno due pezzi bianchi inchiodati e altre due difese li catturano con scacco, originando due varianti di matto tramite controscacco ». Il problema pioniere di questo tema ottenne la terza menzione onorevole nel concorso del Good Companion di dicembre 1918 (vedi diagramma a sinistra).
In collaborazione con Edward Hanna scrisse il libro The Emery Memorial, an unpublished gem composed on New Year's day, 1936 (Carrollton, 1937), dedicato al problemista canadese George Reginald Emery (1904-1936).
Alain C. White e Richard E. Cheney gli dedicarono il libro A Chess Silhouette: One Hundred Chess Problems By the Reverend Gilbert Dobbs (Overbrook Press, Stamford, 1942).

## Problemi d'esempio
|   | a | b | c | d | e | f | g | h |   |
| 8 | a8 torre del bianco · b8 re del bianco · e8 re del nero · f8 alfiere del bianco · a7 donna del bianco · b7 cavallo del bianco · c7 torre del bianco · d7 pedone del nero · f7 pedone del nero · g7 pedone del bianco · e5 alfiere del nero · e4 cavallo del bianco · a3 pedone del bianco · d3 torre del nero · h3 alfiere del nero · b1 torre del nero · d1 alfiere del bianco · f1 donna del nero | a8 torre del bianco · b8 re del bianco · e8 re del nero · f8 alfiere del bianco · a7 donna del bianco · b7 cavallo del bianco · c7 torre del bianco · d7 pedone del nero · f7 pedone del nero · g7 pedone del bianco · e5 alfiere del nero · e4 cavallo del bianco · a3 pedone del bianco · d3 torre del nero · h3 alfiere del nero · b1 torre del nero · d1 alfiere del bianco · f1 donna del nero | a8 torre del bianco · b8 re del bianco · e8 re del nero · f8 alfiere del bianco · a7 donna del bianco · b7 cavallo del bianco · c7 torre del bianco · d7 pedone del nero · f7 pedone del nero · g7 pedone del bianco · e5 alfiere del nero · e4 cavallo del bianco · a3 pedone del bianco · d3 torre del nero · h3 alfiere del nero · b1 torre del nero · d1 alfiere del bianco · f1 donna del nero | a8 torre del bianco · b8 re del bianco · e8 re del nero · f8 alfiere del bianco · a7 donna del bianco · b7 cavallo del bianco · c7 torre del bianco · d7 pedone del nero · f7 pedone del nero · g7 pedone del bianco · e5 alfiere del nero · e4 cavallo del bianco · a3 pedone del bianco · d3 torre del nero · h3 alfiere del nero · b1 torre del nero · d1 alfiere del bianco · f1 donna del nero | a8 torre del bianco · b8 re del bianco · e8 re del nero · f8 alfiere del bianco · a7 donna del bianco · b7 cavallo del bianco · c7 torre del bianco · d7 pedone del nero · f7 pedone del nero · g7 pedone del bianco · e5 alfiere del nero · e4 cavallo del bianco · a3 pedone del bianco · d3 torre del nero · h3 alfiere del nero · b1 torre del nero · d1 alfiere del bianco · f1 donna del nero | a8 torre del bianco · b8 re del bianco · e8 re del nero · f8 alfiere del bianco · a7 donna del bianco · b7 cavallo del bianco · c7 torre del bianco · d7 pedone del nero · f7 pedone del nero · g7 pedone del bianco · e5 alfiere del nero · e4 cavallo del bianco · a3 pedone del bianco · d3 torre del nero · h3 alfiere del nero · b1 torre del nero · d1 alfiere del bianco · f1 donna del nero | a8 torre del bianco · b8 re del bianco · e8 re del nero · f8 alfiere del bianco · a7 donna del bianco · b7 cavallo del bianco · c7 torre del bianco · d7 pedone del nero · f7 pedone del nero · g7 pedone del bianco · e5 alfiere del nero · e4 cavallo del bianco · a3 pedone del bianco · d3 torre del nero · h3 alfiere del nero · b1 torre del nero · d1 alfiere del bianco · f1 donna del nero | a8 torre del bianco · b8 re del bianco · e8 re del nero · f8 alfiere del bianco · a7 donna del bianco · b7 cavallo del bianco · c7 torre del bianco · d7 pedone del nero · f7 pedone del nero · g7 pedone del bianco · e5 alfiere del nero · e4 cavallo del bianco · a3 pedone del bianco · d3 torre del nero · h3 alfiere del nero · b1 torre del nero · d1 alfiere del bianco · f1 donna del nero | 8 |
| 7 | a8 torre del bianco · b8 re del bianco · e8 re del nero · f8 alfiere del bianco · a7 donna del bianco · b7 cavallo del bianco · c7 torre del bianco · d7 pedone del nero · f7 pedone del nero · g7 pedone del bianco · e5 alfiere del nero · e4 cavallo del bianco · a3 pedone del bianco · d3 torre del nero · h3 alfiere del nero · b1 torre del nero · d1 alfiere del bianco · f1 donna del nero | a8 torre del bianco · b8 re del bianco · e8 re del nero · f8 alfiere del bianco · a7 donna del bianco · b7 cavallo del bianco · c7 torre del bianco · d7 pedone del nero · f7 pedone del nero · g7 pedone del bianco · e5 alfiere del nero · e4 cavallo del bianco · a3 pedone del bianco · d3 torre del nero · h3 alfiere del nero · b1 torre del nero · d1 alfiere del bianco · f1 donna del nero | a8 torre del bianco · b8 re del bianco · e8 re del nero · f8 alfiere del bianco · a7 donna del bianco · b7 cavallo del bianco · c7 torre del bianco · d7 pedone del nero · f7 pedone del nero · g7 pedone del bianco · e5 alfiere del nero · e4 cavallo del bianco · a3 pedone del bianco · d3 torre del nero · h3 alfiere del nero · b1 torre del nero · d1 alfiere del bianco · f1 donna del nero | a8 torre del bianco · b8 re del bianco · e8 re del nero · f8 alfiere del bianco · a7 donna del bianco · b7 cavallo del bianco · c7 torre del bianco · d7 pedone del nero · f7 pedone del nero · g7 pedone del bianco · e5 alfiere del nero · e4 cavallo del bianco · a3 pedone del bianco · d3 torre del nero · h3 alfiere del nero · b1 torre del nero · d1 alfiere del bianco · f1 donna del nero | a8 torre del bianco · b8 re del bianco · e8 re del nero · f8 alfiere del bianco · a7 donna del bianco · b7 cavallo del bianco · c7 torre del bianco · d7 pedone del nero · f7 pedone del nero · g7 pedone del bianco · e5 alfiere del nero · e4 cavallo del bianco · a3 pedone del bianco · d3 torre del nero · h3 alfiere del nero · b1 torre del nero · d1 alfiere del bianco · f1 donna del nero | a8 torre del bianco · b8 re del bianco · e8 re del nero · f8 alfiere del bianco · a7 donna del bianco · b7 cavallo del bianco · c7 torre del bianco · d7 pedone del nero · f7 pedone del nero · g7 pedone del bianco · e5 alfiere del nero · e4 cavallo del bianco · a3 pedone del bianco · d3 torre del nero · h3 alfiere del nero · b1 torre del nero · d1 alfiere del bianco · f1 donna del nero | a8 torre del bianco · b8 re del bianco · e8 re del nero · f8 alfiere del bianco · a7 donna del bianco · b7 cavallo del bianco · c7 torre del bianco · d7 pedone del nero · f7 pedone del nero · g7 pedone del bianco · e5 alfiere del nero · e4 cavallo del bianco · a3 pedone del bianco · d3 torre del nero · h3 alfiere del nero · b1 torre del nero · d1 alfiere del bianco · f1 donna del nero | a8 torre del bianco · b8 re del bianco · e8 re del nero · f8 alfiere del bianco · a7 donna del bianco · b7 cavallo del bianco · c7 torre del bianco · d7 pedone del nero · f7 pedone del nero · g7 pedone del bianco · e5 alfiere del nero · e4 cavallo del bianco · a3 pedone del bianco · d3 torre del nero · h3 alfiere del nero · b1 torre del nero · d1 alfiere del bianco · f1 donna del nero | 7 |
| 6 | a8 torre del bianco · b8 re del bianco · e8 re del nero · f8 alfiere del bianco · a7 donna del bianco · b7 cavallo del bianco · c7 torre del bianco · d7 pedone del nero · f7 pedone del nero · g7 pedone del bianco · e5 alfiere del nero · e4 cavallo del bianco · a3 pedone del bianco · d3 torre del nero · h3 alfiere del nero · b1 torre del nero · d1 alfiere del bianco · f1 donna del nero | a8 torre del bianco · b8 re del bianco · e8 re del nero · f8 alfiere del bianco · a7 donna del bianco · b7 cavallo del bianco · c7 torre del bianco · d7 pedone del nero · f7 pedone del nero · g7 pedone del bianco · e5 alfiere del nero · e4 cavallo del bianco · a3 pedone del bianco · d3 torre del nero · h3 alfiere del nero · b1 torre del nero · d1 alfiere del bianco · f1 donna del nero | a8 torre del bianco · b8 re del bianco · e8 re del nero · f8 alfiere del bianco · a7 donna del bianco · b7 cavallo del bianco · c7 torre del bianco · d7 pedone del nero · f7 pedone del nero · g7 pedone del bianco · e5 alfiere del nero · e4 cavallo del bianco · a3 pedone del bianco · d3 torre del nero · h3 alfiere del nero · b1 torre del nero · d1 alfiere del bianco · f1 donna del nero | a8 torre del bianco · b8 re del bianco · e8 re del nero · f8 alfiere del bianco · a7 donna del bianco · b7 cavallo del bianco · c7 torre del bianco · d7 pedone del nero · f7 pedone del nero · g7 pedone del bianco · e5 alfiere del nero · e4 cavallo del bianco · a3 pedone del bianco · d3 torre del nero · h3 alfiere del nero · b1 torre del nero · d1 alfiere del bianco · f1 donna del nero | a8 torre del bianco · b8 re del bianco · e8 re del nero · f8 alfiere del bianco · a7 donna del bianco · b7 cavallo del bianco · c7 torre del bianco · d7 pedone del nero · f7 pedone del nero · g7 pedone del bianco · e5 alfiere del nero · e4 cavallo del bianco · a3 pedone del bianco · d3 torre del nero · h3 alfiere del nero · b1 torre del nero · d1 alfiere del bianco · f1 donna del nero | a8 torre del bianco · b8 re del bianco · e8 re del nero · f8 alfiere del bianco · a7 donna del bianco · b7 cavallo del bianco · c7 torre del bianco · d7 pedone del nero · f7 pedone del nero · g7 pedone del bianco · e5 alfiere del nero · e4 cavallo del bianco · a3 pedone del bianco · d3 torre del nero · h3 alfiere del nero · b1 torre del nero · d1 alfiere del bianco · f1 donna del nero | a8 torre del bianco · b8 re del bianco · e8 re del nero · f8 alfiere del bianco · a7 donna del bianco · b7 cavallo del bianco · c7 torre del bianco · d7 pedone del nero · f7 pedone del nero · g7 pedone del bianco · e5 alfiere del nero · e4 cavallo del bianco · a3 pedone del bianco · d3 torre del nero · h3 alfiere del nero · b1 torre del nero · d1 alfiere del bianco · f1 donna del nero | a8 torre del bianco · b8 re del bianco · e8 re del nero · f8 alfiere del bianco · a7 donna del bianco · b7 cavallo del bianco · c7 torre del bianco · d7 pedone del nero · f7 pedone del nero · g7 pedone del bianco · e5 alfiere del nero · e4 cavallo del bianco · a3 pedone del bianco · d3 torre del nero · h3 alfiere del nero · b1 torre del nero · d1 alfiere del bianco · f1 donna del nero | 6 |
| 5 | a8 torre del bianco · b8 re del bianco · e8 re del nero · f8 alfiere del bianco · a7 donna del bianco · b7 cavallo del bianco · c7 torre del bianco · d7 pedone del nero · f7 pedone del nero · g7 pedone del bianco · e5 alfiere del nero · e4 cavallo del bianco · a3 pedone del bianco · d3 torre del nero · h3 alfiere del nero · b1 torre del nero · d1 alfiere del bianco · f1 donna del nero | a8 torre del bianco · b8 re del bianco · e8 re del nero · f8 alfiere del bianco · a7 donna del bianco · b7 cavallo del bianco · c7 torre del bianco · d7 pedone del nero · f7 pedone del nero · g7 pedone del bianco · e5 alfiere del nero · e4 cavallo del bianco · a3 pedone del bianco · d3 torre del nero · h3 alfiere del nero · b1 torre del nero · d1 alfiere del bianco · f1 donna del nero | a8 torre del bianco · b8 re del bianco · e8 re del nero · f8 alfiere del bianco · a7 donna del bianco · b7 cavallo del bianco · c7 torre del bianco · d7 pedone del nero · f7 pedone del nero · g7 pedone del bianco · e5 alfiere del nero · e4 cavallo del bianco · a3 pedone del bianco · d3 torre del nero · h3 alfiere del nero · b1 torre del nero · d1 alfiere del bianco · f1 donna del nero | a8 torre del bianco · b8 re del bianco · e8 re del nero · f8 alfiere del bianco · a7 donna del bianco · b7 cavallo del bianco · c7 torre del bianco · d7 pedone del nero · f7 pedone del nero · g7 pedone del bianco · e5 alfiere del nero · e4 cavallo del bianco · a3 pedone del bianco · d3 torre del nero · h3 alfiere del nero · b1 torre del nero · d1 alfiere del bianco · f1 donna del nero | a8 torre del bianco · b8 re del bianco · e8 re del nero · f8 alfiere del bianco · a7 donna del bianco · b7 cavallo del bianco · c7 torre del bianco · d7 pedone del nero · f7 pedone del nero · g7 pedone del bianco · e5 alfiere del nero · e4 cavallo del bianco · a3 pedone del bianco · d3 torre del nero · h3 alfiere del nero · b1 torre del nero · d1 alfiere del bianco · f1 donna del nero | a8 torre del bianco · b8 re del bianco · e8 re del nero · f8 alfiere del bianco · a7 donna del bianco · b7 cavallo del bianco · c7 torre del bianco · d7 pedone del nero · f7 pedone del nero · g7 pedone del bianco · e5 alfiere del nero · e4 cavallo del bianco · a3 pedone del bianco · d3 torre del nero · h3 alfiere del nero · b1 torre del nero · d1 alfiere del bianco · f1 donna del nero | a8 torre del bianco · b8 re del bianco · e8 re del nero · f8 alfiere del bianco · a7 donna del bianco · b7 cavallo del bianco · c7 torre del bianco · d7 pedone del nero · f7 pedone del nero · g7 pedone del bianco · e5 alfiere del nero · e4 cavallo del bianco · a3 pedone del bianco · d3 torre del nero · h3 alfiere del nero · b1 torre del nero · d1 alfiere del bianco · f1 donna del nero | a8 torre del bianco · b8 re del bianco · e8 re del nero · f8 alfiere del bianco · a7 donna del bianco · b7 cavallo del bianco · c7 torre del bianco · d7 pedone del nero · f7 pedone del nero · g7 pedone del bianco · e5 alfiere del nero · e4 cavallo del bianco · a3 pedone del bianco · d3 torre del nero · h3 alfiere del nero · b1 torre del nero · d1 alfiere del bianco · f1 donna del nero | 5 |
| 4 | a8 torre del bianco · b8 re del bianco · e8 re del nero · f8 alfiere del bianco · a7 donna del bianco · b7 cavallo del bianco · c7 torre del bianco · d7 pedone del nero · f7 pedone del nero · g7 pedone del bianco · e5 alfiere del nero · e4 cavallo del bianco · a3 pedone del bianco · d3 torre del nero · h3 alfiere del nero · b1 torre del nero · d1 alfiere del bianco · f1 donna del nero | a8 torre del bianco · b8 re del bianco · e8 re del nero · f8 alfiere del bianco · a7 donna del bianco · b7 cavallo del bianco · c7 torre del bianco · d7 pedone del nero · f7 pedone del nero · g7 pedone del bianco · e5 alfiere del nero · e4 cavallo del bianco · a3 pedone del bianco · d3 torre del nero · h3 alfiere del nero · b1 torre del nero · d1 alfiere del bianco · f1 donna del nero | a8 torre del bianco · b8 re del bianco · e8 re del nero · f8 alfiere del bianco · a7 donna del bianco · b7 cavallo del bianco · c7 torre del bianco · d7 pedone del nero · f7 pedone del nero · g7 pedone del bianco · e5 alfiere del nero · e4 cavallo del bianco · a3 pedone del bianco · d3 torre del nero · h3 alfiere del nero · b1 torre del nero · d1 alfiere del bianco · f1 donna del nero | a8 torre del bianco · b8 re del bianco · e8 re del nero · f8 alfiere del bianco · a7 donna del bianco · b7 cavallo del bianco · c7 torre del bianco · d7 pedone del nero · f7 pedone del nero · g7 pedone del bianco · e5 alfiere del nero · e4 cavallo del bianco · a3 pedone del bianco · d3 torre del nero · h3 alfiere del nero · b1 torre del nero · d1 alfiere del bianco · f1 donna del nero | a8 torre del bianco · b8 re del bianco · e8 re del nero · f8 alfiere del bianco · a7 donna del bianco · b7 cavallo del bianco · c7 torre del bianco · d7 pedone del nero · f7 pedone del nero · g7 pedone del bianco · e5 alfiere del nero · e4 cavallo del bianco · a3 pedone del bianco · d3 torre del nero · h3 alfiere del nero · b1 torre del nero · d1 alfiere del bianco · f1 donna del nero | a8 torre del bianco · b8 re del bianco · e8 re del nero · f8 alfiere del bianco · a7 donna del bianco · b7 cavallo del bianco · c7 torre del bianco · d7 pedone del nero · f7 pedone del nero · g7 pedone del bianco · e5 alfiere del nero · e4 cavallo del bianco · a3 pedone del bianco · d3 torre del nero · h3 alfiere del nero · b1 torre del nero · d1 alfiere del bianco · f1 donna del nero | a8 torre del bianco · b8 re del bianco · e8 re del nero · f8 alfiere del bianco · a7 donna del bianco · b7 cavallo del bianco · c7 torre del bianco · d7 pedone del nero · f7 pedone del nero · g7 pedone del bianco · e5 alfiere del nero · e4 cavallo del bianco · a3 pedone del bianco · d3 torre del nero · h3 alfiere del nero · b1 torre del nero · d1 alfiere del bianco · f1 donna del nero | a8 torre del bianco · b8 re del bianco · e8 re del nero · f8 alfiere del bianco · a7 donna del bianco · b7 cavallo del bianco · c7 torre del bianco · d7 pedone del nero · f7 pedone del nero · g7 pedone del bianco · e5 alfiere del nero · e4 cavallo del bianco · a3 pedone del bianco · d3 torre del nero · h3 alfiere del nero · b1 torre del nero · d1 alfiere del bianco · f1 donna del nero | 4 |
| 3 | a8 torre del bianco · b8 re del bianco · e8 re del nero · f8 alfiere del bianco · a7 donna del bianco · b7 cavallo del bianco · c7 torre del bianco · d7 pedone del nero · f7 pedone del nero · g7 pedone del bianco · e5 alfiere del nero · e4 cavallo del bianco · a3 pedone del bianco · d3 torre del nero · h3 alfiere del nero · b1 torre del nero · d1 alfiere del bianco · f1 donna del nero | a8 torre del bianco · b8 re del bianco · e8 re del nero · f8 alfiere del bianco · a7 donna del bianco · b7 cavallo del bianco · c7 torre del bianco · d7 pedone del nero · f7 pedone del nero · g7 pedone del bianco · e5 alfiere del nero · e4 cavallo del bianco · a3 pedone del bianco · d3 torre del nero · h3 alfiere del nero · b1 torre del nero · d1 alfiere del bianco · f1 donna del nero | a8 torre del bianco · b8 re del bianco · e8 re del nero · f8 alfiere del bianco · a7 donna del bianco · b7 cavallo del bianco · c7 torre del bianco · d7 pedone del nero · f7 pedone del nero · g7 pedone del bianco · e5 alfiere del nero · e4 cavallo del bianco · a3 pedone del bianco · d3 torre del nero · h3 alfiere del nero · b1 torre del nero · d1 alfiere del bianco · f1 donna del nero | a8 torre del bianco · b8 re del bianco · e8 re del nero · f8 alfiere del bianco · a7 donna del bianco · b7 cavallo del bianco · c7 torre del bianco · d7 pedone del nero · f7 pedone del nero · g7 pedone del bianco · e5 alfiere del nero · e4 cavallo del bianco · a3 pedone del bianco · d3 torre del nero · h3 alfiere del nero · b1 torre del nero · d1 alfiere del bianco · f1 donna del nero | a8 torre del bianco · b8 re del bianco · e8 re del nero · f8 alfiere del bianco · a7 donna del bianco · b7 cavallo del bianco · c7 torre del bianco · d7 pedone del nero · f7 pedone del nero · g7 pedone del bianco · e5 alfiere del nero · e4 cavallo del bianco · a3 pedone del bianco · d3 torre del nero · h3 alfiere del nero · b1 torre del nero · d1 alfiere del bianco · f1 donna del nero | a8 torre del bianco · b8 re del bianco · e8 re del nero · f8 alfiere del bianco · a7 donna del bianco · b7 cavallo del bianco · c7 torre del bianco · d7 pedone del nero · f7 pedone del nero · g7 pedone del bianco · e5 alfiere del nero · e4 cavallo del bianco · a3 pedone del bianco · d3 torre del nero · h3 alfiere del nero · b1 torre del nero · d1 alfiere del bianco · f1 donna del nero | a8 torre del bianco · b8 re del bianco · e8 re del nero · f8 alfiere del bianco · a7 donna del bianco · b7 cavallo del bianco · c7 torre del bianco · d7 pedone del nero · f7 pedone del nero · g7 pedone del bianco · e5 alfiere del nero · e4 cavallo del bianco · a3 pedone del bianco · d3 torre del nero · h3 alfiere del nero · b1 torre del nero · d1 alfiere del bianco · f1 donna del nero | a8 torre del bianco · b8 re del bianco · e8 re del nero · f8 alfiere del bianco · a7 donna del bianco · b7 cavallo del bianco · c7 torre del bianco · d7 pedone del nero · f7 pedone del nero · g7 pedone del bianco · e5 alfiere del nero · e4 cavallo del bianco · a3 pedone del bianco · d3 torre del nero · h3 alfiere del nero · b1 torre del nero · d1 alfiere del bianco · f1 donna del nero | 3 |
| 2 | a8 torre del bianco · b8 re del bianco · e8 re del nero · f8 alfiere del bianco · a7 donna del bianco · b7 cavallo del bianco · c7 torre del bianco · d7 pedone del nero · f7 pedone del nero · g7 pedone del bianco · e5 alfiere del nero · e4 cavallo del bianco · a3 pedone del bianco · d3 torre del nero · h3 alfiere del nero · b1 torre del nero · d1 alfiere del bianco · f1 donna del nero | a8 torre del bianco · b8 re del bianco · e8 re del nero · f8 alfiere del bianco · a7 donna del bianco · b7 cavallo del bianco · c7 torre del bianco · d7 pedone del nero · f7 pedone del nero · g7 pedone del bianco · e5 alfiere del nero · e4 cavallo del bianco · a3 pedone del bianco · d3 torre del nero · h3 alfiere del nero · b1 torre del nero · d1 alfiere del bianco · f1 donna del nero | a8 torre del bianco · b8 re del bianco · e8 re del nero · f8 alfiere del bianco · a7 donna del bianco · b7 cavallo del bianco · c7 torre del bianco · d7 pedone del nero · f7 pedone del nero · g7 pedone del bianco · e5 alfiere del nero · e4 cavallo del bianco · a3 pedone del bianco · d3 torre del nero · h3 alfiere del nero · b1 torre del nero · d1 alfiere del bianco · f1 donna del nero | a8 torre del bianco · b8 re del bianco · e8 re del nero · f8 alfiere del bianco · a7 donna del bianco · b7 cavallo del bianco · c7 torre del bianco · d7 pedone del nero · f7 pedone del nero · g7 pedone del bianco · e5 alfiere del nero · e4 cavallo del bianco · a3 pedone del bianco · d3 torre del nero · h3 alfiere del nero · b1 torre del nero · d1 alfiere del bianco · f1 donna del nero | a8 torre del bianco · b8 re del bianco · e8 re del nero · f8 alfiere del bianco · a7 donna del bianco · b7 cavallo del bianco · c7 torre del bianco · d7 pedone del nero · f7 pedone del nero · g7 pedone del bianco · e5 alfiere del nero · e4 cavallo del bianco · a3 pedone del bianco · d3 torre del nero · h3 alfiere del nero · b1 torre del nero · d1 alfiere del bianco · f1 donna del nero | a8 torre del bianco · b8 re del bianco · e8 re del nero · f8 alfiere del bianco · a7 donna del bianco · b7 cavallo del bianco · c7 torre del bianco · d7 pedone del nero · f7 pedone del nero · g7 pedone del bianco · e5 alfiere del nero · e4 cavallo del bianco · a3 pedone del bianco · d3 torre del nero · h3 alfiere del nero · b1 torre del nero · d1 alfiere del bianco · f1 donna del nero | a8 torre del bianco · b8 re del bianco · e8 re del nero · f8 alfiere del bianco · a7 donna del bianco · b7 cavallo del bianco · c7 torre del bianco · d7 pedone del nero · f7 pedone del nero · g7 pedone del bianco · e5 alfiere del nero · e4 cavallo del bianco · a3 pedone del bianco · d3 torre del nero · h3 alfiere del nero · b1 torre del nero · d1 alfiere del bianco · f1 donna del nero | a8 torre del bianco · b8 re del bianco · e8 re del nero · f8 alfiere del bianco · a7 donna del bianco · b7 cavallo del bianco · c7 torre del bianco · d7 pedone del nero · f7 pedone del nero · g7 pedone del bianco · e5 alfiere del nero · e4 cavallo del bianco · a3 pedone del bianco · d3 torre del nero · h3 alfiere del nero · b1 torre del nero · d1 alfiere del bianco · f1 donna del nero | 2 |
| 1 | a8 torre del bianco · b8 re del bianco · e8 re del nero · f8 alfiere del bianco · a7 donna del bianco · b7 cavallo del bianco · c7 torre del bianco · d7 pedone del nero · f7 pedone del nero · g7 pedone del bianco · e5 alfiere del nero · e4 cavallo del bianco · a3 pedone del bianco · d3 torre del nero · h3 alfiere del nero · b1 torre del nero · d1 alfiere del bianco · f1 donna del nero | a8 torre del bianco · b8 re del bianco · e8 re del nero · f8 alfiere del bianco · a7 donna del bianco · b7 cavallo del bianco · c7 torre del bianco · d7 pedone del nero · f7 pedone del nero · g7 pedone del bianco · e5 alfiere del nero · e4 cavallo del bianco · a3 pedone del bianco · d3 torre del nero · h3 alfiere del nero · b1 torre del nero · d1 alfiere del bianco · f1 donna del nero | a8 torre del bianco · b8 re del bianco · e8 re del nero · f8 alfiere del bianco · a7 donna del bianco · b7 cavallo del bianco · c7 torre del bianco · d7 pedone del nero · f7 pedone del nero · g7 pedone del bianco · e5 alfiere del nero · e4 cavallo del bianco · a3 pedone del bianco · d3 torre del nero · h3 alfiere del nero · b1 torre del nero · d1 alfiere del bianco · f1 donna del nero | a8 torre del bianco · b8 re del bianco · e8 re del nero · f8 alfiere del bianco · a7 donna del bianco · b7 cavallo del bianco · c7 torre del bianco · d7 pedone del nero · f7 pedone del nero · g7 pedone del bianco · e5 alfiere del nero · e4 cavallo del bianco · a3 pedone del bianco · d3 torre del nero · h3 alfiere del nero · b1 torre del nero · d1 alfiere del bianco · f1 donna del nero | a8 torre del bianco · b8 re del bianco · e8 re del nero · f8 alfiere del bianco · a7 donna del bianco · b7 cavallo del bianco · c7 torre del bianco · d7 pedone del nero · f7 pedone del nero · g7 pedone del bianco · e5 alfiere del nero · e4 cavallo del bianco · a3 pedone del bianco · d3 torre del nero · h3 alfiere del nero · b1 torre del nero · d1 alfiere del bianco · f1 donna del nero | a8 torre del bianco · b8 re del bianco · e8 re del nero · f8 alfiere del bianco · a7 donna del bianco · b7 cavallo del bianco · c7 torre del bianco · d7 pedone del nero · f7 pedone del nero · g7 pedone del bianco · e5 alfiere del nero · e4 cavallo del bianco · a3 pedone del bianco · d3 torre del nero · h3 alfiere del nero · b1 torre del nero · d1 alfiere del bianco · f1 donna del nero | a8 torre del bianco · b8 re del bianco · e8 re del nero · f8 alfiere del bianco · a7 donna del bianco · b7 cavallo del bianco · c7 torre del bianco · d7 pedone del nero · f7 pedone del nero · g7 pedone del bianco · e5 alfiere del nero · e4 cavallo del bianco · a3 pedone del bianco · d3 torre del nero · h3 alfiere del nero · b1 torre del nero · d1 alfiere del bianco · f1 donna del nero | a8 torre del bianco · b8 re del bianco · e8 re del nero · f8 alfiere del bianco · a7 donna del bianco · b7 cavallo del bianco · c7 torre del bianco · d7 pedone del nero · f7 pedone del nero · g7 pedone del bianco · e5 alfiere del nero · e4 cavallo del bianco · a3 pedone del bianco · d3 torre del nero · h3 alfiere del nero · b1 torre del nero · d1 alfiere del bianco · f1 donna del nero | 1 |
|   | a | b | c | d | e | f | g | h |   |

Soluzione:
1. De3!   (minaccia 2. Ra7#)

1... Txb7+ 2. Rxb7#

1... f6/f5 2. Ah5#

1... Af4 2. Cf6#

1... Axg7/Ac3/... 2. Tc8#

|   | a | b | c | d | e | f | g | h |   |
| 8 | h7 alfiere del bianco · e5 pedone del bianco · f5 torre del bianco · g5 pedone del nero · h4 torre del bianco · f3 cavallo del bianco · g3 re del nero · g1 re del bianco | h7 alfiere del bianco · e5 pedone del bianco · f5 torre del bianco · g5 pedone del nero · h4 torre del bianco · f3 cavallo del bianco · g3 re del nero · g1 re del bianco | h7 alfiere del bianco · e5 pedone del bianco · f5 torre del bianco · g5 pedone del nero · h4 torre del bianco · f3 cavallo del bianco · g3 re del nero · g1 re del bianco | h7 alfiere del bianco · e5 pedone del bianco · f5 torre del bianco · g5 pedone del nero · h4 torre del bianco · f3 cavallo del bianco · g3 re del nero · g1 re del bianco | h7 alfiere del bianco · e5 pedone del bianco · f5 torre del bianco · g5 pedone del nero · h4 torre del bianco · f3 cavallo del bianco · g3 re del nero · g1 re del bianco | h7 alfiere del bianco · e5 pedone del bianco · f5 torre del bianco · g5 pedone del nero · h4 torre del bianco · f3 cavallo del bianco · g3 re del nero · g1 re del bianco | h7 alfiere del bianco · e5 pedone del bianco · f5 torre del bianco · g5 pedone del nero · h4 torre del bianco · f3 cavallo del bianco · g3 re del nero · g1 re del bianco | h7 alfiere del bianco · e5 pedone del bianco · f5 torre del bianco · g5 pedone del nero · h4 torre del bianco · f3 cavallo del bianco · g3 re del nero · g1 re del bianco | 8 |
| 7 | h7 alfiere del bianco · e5 pedone del bianco · f5 torre del bianco · g5 pedone del nero · h4 torre del bianco · f3 cavallo del bianco · g3 re del nero · g1 re del bianco | h7 alfiere del bianco · e5 pedone del bianco · f5 torre del bianco · g5 pedone del nero · h4 torre del bianco · f3 cavallo del bianco · g3 re del nero · g1 re del bianco | h7 alfiere del bianco · e5 pedone del bianco · f5 torre del bianco · g5 pedone del nero · h4 torre del bianco · f3 cavallo del bianco · g3 re del nero · g1 re del bianco | h7 alfiere del bianco · e5 pedone del bianco · f5 torre del bianco · g5 pedone del nero · h4 torre del bianco · f3 cavallo del bianco · g3 re del nero · g1 re del bianco | h7 alfiere del bianco · e5 pedone del bianco · f5 torre del bianco · g5 pedone del nero · h4 torre del bianco · f3 cavallo del bianco · g3 re del nero · g1 re del bianco | h7 alfiere del bianco · e5 pedone del bianco · f5 torre del bianco · g5 pedone del nero · h4 torre del bianco · f3 cavallo del bianco · g3 re del nero · g1 re del bianco | h7 alfiere del bianco · e5 pedone del bianco · f5 torre del bianco · g5 pedone del nero · h4 torre del bianco · f3 cavallo del bianco · g3 re del nero · g1 re del bianco | h7 alfiere del bianco · e5 pedone del bianco · f5 torre del bianco · g5 pedone del nero · h4 torre del bianco · f3 cavallo del bianco · g3 re del nero · g1 re del bianco | 7 |
| 6 | h7 alfiere del bianco · e5 pedone del bianco · f5 torre del bianco · g5 pedone del nero · h4 torre del bianco · f3 cavallo del bianco · g3 re del nero · g1 re del bianco | h7 alfiere del bianco · e5 pedone del bianco · f5 torre del bianco · g5 pedone del nero · h4 torre del bianco · f3 cavallo del bianco · g3 re del nero · g1 re del bianco | h7 alfiere del bianco · e5 pedone del bianco · f5 torre del bianco · g5 pedone del nero · h4 torre del bianco · f3 cavallo del bianco · g3 re del nero · g1 re del bianco | h7 alfiere del bianco · e5 pedone del bianco · f5 torre del bianco · g5 pedone del nero · h4 torre del bianco · f3 cavallo del bianco · g3 re del nero · g1 re del bianco | h7 alfiere del bianco · e5 pedone del bianco · f5 torre del bianco · g5 pedone del nero · h4 torre del bianco · f3 cavallo del bianco · g3 re del nero · g1 re del bianco | h7 alfiere del bianco · e5 pedone del bianco · f5 torre del bianco · g5 pedone del nero · h4 torre del bianco · f3 cavallo del bianco · g3 re del nero · g1 re del bianco | h7 alfiere del bianco · e5 pedone del bianco · f5 torre del bianco · g5 pedone del nero · h4 torre del bianco · f3 cavallo del bianco · g3 re del nero · g1 re del bianco | h7 alfiere del bianco · e5 pedone del bianco · f5 torre del bianco · g5 pedone del nero · h4 torre del bianco · f3 cavallo del bianco · g3 re del nero · g1 re del bianco | 6 |
| 5 | h7 alfiere del bianco · e5 pedone del bianco · f5 torre del bianco · g5 pedone del nero · h4 torre del bianco · f3 cavallo del bianco · g3 re del nero · g1 re del bianco | h7 alfiere del bianco · e5 pedone del bianco · f5 torre del bianco · g5 pedone del nero · h4 torre del bianco · f3 cavallo del bianco · g3 re del nero · g1 re del bianco | h7 alfiere del bianco · e5 pedone del bianco · f5 torre del bianco · g5 pedone del nero · h4 torre del bianco · f3 cavallo del bianco · g3 re del nero · g1 re del bianco | h7 alfiere del bianco · e5 pedone del bianco · f5 torre del bianco · g5 pedone del nero · h4 torre del bianco · f3 cavallo del bianco · g3 re del nero · g1 re del bianco | h7 alfiere del bianco · e5 pedone del bianco · f5 torre del bianco · g5 pedone del nero · h4 torre del bianco · f3 cavallo del bianco · g3 re del nero · g1 re del bianco | h7 alfiere del bianco · e5 pedone del bianco · f5 torre del bianco · g5 pedone del nero · h4 torre del bianco · f3 cavallo del bianco · g3 re del nero · g1 re del bianco | h7 alfiere del bianco · e5 pedone del bianco · f5 torre del bianco · g5 pedone del nero · h4 torre del bianco · f3 cavallo del bianco · g3 re del nero · g1 re del bianco | h7 alfiere del bianco · e5 pedone del bianco · f5 torre del bianco · g5 pedone del nero · h4 torre del bianco · f3 cavallo del bianco · g3 re del nero · g1 re del bianco | 5 |
| 4 | h7 alfiere del bianco · e5 pedone del bianco · f5 torre del bianco · g5 pedone del nero · h4 torre del bianco · f3 cavallo del bianco · g3 re del nero · g1 re del bianco | h7 alfiere del bianco · e5 pedone del bianco · f5 torre del bianco · g5 pedone del nero · h4 torre del bianco · f3 cavallo del bianco · g3 re del nero · g1 re del bianco | h7 alfiere del bianco · e5 pedone del bianco · f5 torre del bianco · g5 pedone del nero · h4 torre del bianco · f3 cavallo del bianco · g3 re del nero · g1 re del bianco | h7 alfiere del bianco · e5 pedone del bianco · f5 torre del bianco · g5 pedone del nero · h4 torre del bianco · f3 cavallo del bianco · g3 re del nero · g1 re del bianco | h7 alfiere del bianco · e5 pedone del bianco · f5 torre del bianco · g5 pedone del nero · h4 torre del bianco · f3 cavallo del bianco · g3 re del nero · g1 re del bianco | h7 alfiere del bianco · e5 pedone del bianco · f5 torre del bianco · g5 pedone del nero · h4 torre del bianco · f3 cavallo del bianco · g3 re del nero · g1 re del bianco | h7 alfiere del bianco · e5 pedone del bianco · f5 torre del bianco · g5 pedone del nero · h4 torre del bianco · f3 cavallo del bianco · g3 re del nero · g1 re del bianco | h7 alfiere del bianco · e5 pedone del bianco · f5 torre del bianco · g5 pedone del nero · h4 torre del bianco · f3 cavallo del bianco · g3 re del nero · g1 re del bianco | 4 |
| 3 | h7 alfiere del bianco · e5 pedone del bianco · f5 torre del bianco · g5 pedone del nero · h4 torre del bianco · f3 cavallo del bianco · g3 re del nero · g1 re del bianco | h7 alfiere del bianco · e5 pedone del bianco · f5 torre del bianco · g5 pedone del nero · h4 torre del bianco · f3 cavallo del bianco · g3 re del nero · g1 re del bianco | h7 alfiere del bianco · e5 pedone del bianco · f5 torre del bianco · g5 pedone del nero · h4 torre del bianco · f3 cavallo del bianco · g3 re del nero · g1 re del bianco | h7 alfiere del bianco · e5 pedone del bianco · f5 torre del bianco · g5 pedone del nero · h4 torre del bianco · f3 cavallo del bianco · g3 re del nero · g1 re del bianco | h7 alfiere del bianco · e5 pedone del bianco · f5 torre del bianco · g5 pedone del nero · h4 torre del bianco · f3 cavallo del bianco · g3 re del nero · g1 re del bianco | h7 alfiere del bianco · e5 pedone del bianco · f5 torre del bianco · g5 pedone del nero · h4 torre del bianco · f3 cavallo del bianco · g3 re del nero · g1 re del bianco | h7 alfiere del bianco · e5 pedone del bianco · f5 torre del bianco · g5 pedone del nero · h4 torre del bianco · f3 cavallo del bianco · g3 re del nero · g1 re del bianco | h7 alfiere del bianco · e5 pedone del bianco · f5 torre del bianco · g5 pedone del nero · h4 torre del bianco · f3 cavallo del bianco · g3 re del nero · g1 re del bianco | 3 |
| 2 | h7 alfiere del bianco · e5 pedone del bianco · f5 torre del bianco · g5 pedone del nero · h4 torre del bianco · f3 cavallo del bianco · g3 re del nero · g1 re del bianco | h7 alfiere del bianco · e5 pedone del bianco · f5 torre del bianco · g5 pedone del nero · h4 torre del bianco · f3 cavallo del bianco · g3 re del nero · g1 re del bianco | h7 alfiere del bianco · e5 pedone del bianco · f5 torre del bianco · g5 pedone del nero · h4 torre del bianco · f3 cavallo del bianco · g3 re del nero · g1 re del bianco | h7 alfiere del bianco · e5 pedone del bianco · f5 torre del bianco · g5 pedone del nero · h4 torre del bianco · f3 cavallo del bianco · g3 re del nero · g1 re del bianco | h7 alfiere del bianco · e5 pedone del bianco · f5 torre del bianco · g5 pedone del nero · h4 torre del bianco · f3 cavallo del bianco · g3 re del nero · g1 re del bianco | h7 alfiere del bianco · e5 pedone del bianco · f5 torre del bianco · g5 pedone del nero · h4 torre del bianco · f3 cavallo del bianco · g3 re del nero · g1 re del bianco | h7 alfiere del bianco · e5 pedone del bianco · f5 torre del bianco · g5 pedone del nero · h4 torre del bianco · f3 cavallo del bianco · g3 re del nero · g1 re del bianco | h7 alfiere del bianco · e5 pedone del bianco · f5 torre del bianco · g5 pedone del nero · h4 torre del bianco · f3 cavallo del bianco · g3 re del nero · g1 re del bianco | 2 |
| 1 | h7 alfiere del bianco · e5 pedone del bianco · f5 torre del bianco · g5 pedone del nero · h4 torre del bianco · f3 cavallo del bianco · g3 re del nero · g1 re del bianco | h7 alfiere del bianco · e5 pedone del bianco · f5 torre del bianco · g5 pedone del nero · h4 torre del bianco · f3 cavallo del bianco · g3 re del nero · g1 re del bianco | h7 alfiere del bianco · e5 pedone del bianco · f5 torre del bianco · g5 pedone del nero · h4 torre del bianco · f3 cavallo del bianco · g3 re del nero · g1 re del bianco | h7 alfiere del bianco · e5 pedone del bianco · f5 torre del bianco · g5 pedone del nero · h4 torre del bianco · f3 cavallo del bianco · g3 re del nero · g1 re del bianco | h7 alfiere del bianco · e5 pedone del bianco · f5 torre del bianco · g5 pedone del nero · h4 torre del bianco · f3 cavallo del bianco · g3 re del nero · g1 re del bianco | h7 alfiere del bianco · e5 pedone del bianco · f5 torre del bianco · g5 pedone del nero · h4 torre del bianco · f3 cavallo del bianco · g3 re del nero · g1 re del bianco | h7 alfiere del bianco · e5 pedone del bianco · f5 torre del bianco · g5 pedone del nero · h4 torre del bianco · f3 cavallo del bianco · g3 re del nero · g1 re del bianco | h7 alfiere del bianco · e5 pedone del bianco · f5 torre del bianco · g5 pedone del nero · h4 torre del bianco · f3 cavallo del bianco · g3 re del nero · g1 re del bianco | 1 |
|   | a | b | c | d | e | f | g | h |   |

Soluzione:
1. Th1 !  (zugzwang)

1... Rg4  2. Rh2!  Rh5  3. Rg3#

1... g4    2. Ch2  Rh4  3. Cf1#
Il problema realizza in entrambe le varianti 